# 新恋愛
「新恋愛」（しんれんあい）は、日本のJ-POPユニット、ET-KINGの12枚目（メジャー10枚目）のシングルである。発売元はユニバーサルミュージック。

## 収録曲
【初回限定盤】

ディスク1 -CD-

1. 新恋愛
作詞：ET-KING、作曲：ET-KING & NAOKI-T
Produced by NAOKI-T
2. べっぴんさん 〜灼熱のダンスホール〜
作詞：ET-KING、作曲：イトキン
3. ドーナッツ(幻の自主制作Ver.)
4. 新恋愛 [Instrumental]
5. べっぴんさん 〜灼熱のダンスホール〜 [Instrumental]

ディスク2 -DVD-
1. 新恋愛 (PV)

【通常盤】

-CD-

1. 新恋愛
作詞：ET-KING、作曲：ET-KING & NAOKI-T
Produced by NAOKI-T
2. べっぴんさん 〜灼熱のダンスホール〜
作詞：ET-KING、作曲：イトキン
3. 新恋愛 [Instrumental]
4. べっぴんさん 〜灼熱のダンスホール〜 [Instrumental]

## タイアップ
- 中京テレビ・日本テレビ系「秒ヨミ!」7月エンディングテーマ (2009年7月度) [2]。

## 収録アルバム
- U
- シングル コレクション!
- 恋愛歌集
- 20th Anniversary ALL TIME BEST -Journey-(通常盤)